# Бягай, Бакол, бягай
„Бягай, Бакол, Бягай“ (на хинди: Bhaag Bakool Bhaag) е индийски комедиен сериал. Премиерата му е на 15 май 2017 г. и се излъчва по „Colors TV“.

## Сюжет
Сериалът се разказва за Бакол, който живее два живота. Той има две съпруги – едната е Джигна, която е избрана от майка му, а другата е Шийна – дъщеря на шефа му. По-нататък и двете са бременни от него. Кокила и Ранджит са шокирани.

## Актьори
Главни актьори
- Джай Сони – Бакол Васавда
- Шрути Рават – Джигна Бакол Васавда
- Хиба Наваб – Шийна Бакол Васавда

Второстепенни актьори
- Пурви Вяас – Кокилабен Васавда, майката на Бакол
- Навин Бава – Ранджит, бащата на Шийна и шеф на Бакол
- Хардик Сангани – Хари, приятел на Бакол

## В България
Сериалът се превежда на български от фейсбук страницата Colors TV Bulgaria. Епизодите се качват във Vbox7 и фейсбук страницата им.
|  | Тази страница частично или изцяло представлява превод на страницата Bhaag Bakool Bhaag в Уикипедия на английски. Оригиналният текст, както и този превод, са защитени от Лиценза „Криейтив Комънс – Признание – Споделяне на споделеното“, а за съдържание, създадено преди юни 2009 година – от Лиценза за свободна документация на ГНУ. Прегледайте историята на редакциите на оригиналната страница, както и на преводната страница, за да видите списъка на съавторите. ВАЖНО: Този шаблон се отнася единствено до авторските права върху съдържанието на статията. Добавянето му не отменя изискването да се посочват конкретни източници на твърденията, които да бъдат благонадеждни. |